# Верблюжья моча
Верблюжья моча — жидкий продукт метаболизма верблюдов. Моча верблюдов используется на Аравийском полуострове в лечебных целях на протяжении веков, что является частью исламской медицины.

## История в исламской медицине
Согласно традиции медицины в исламе, Мухаммад заповедал использование мочи верблюда некоторым больным асцитом «до тех пор, пока они не станут здоровыми». Также в хадисах сказано:

Некоторые люди из Урайны прибыли в Медину, они болели из-за климата. Поэтому, Посланник Аллаха отправил к ним верблюдов из закята. Он сказал им: «Пейте их молоко и мочу». Но они убили пастуха верблюдов, которого также послал Посланник Аллаха. Они угнали верблюдов и отступили от ислама. Итак, Пророк пришел к ним, отрезал им руки и ноги с противоположных сторон, заклеймил им глаза и бросил их в Аль-Харра. Анас сказал: «Я видел, как один из них вспахивал землю своим ртом, пока не умер»
— 
.
Абу Юсуф, ученик Абу Ханифы, сказал, что нет ничего плохого в использовании верблюжьей мочи для лечения. Однако, по словам Абу Ханифы, употребление верблюжьей мочи не рекомендуется.

## Применение и эффект
В Йемене пьют и используют мочу для лечения болезней, что осуждается. В некоторых салонах его используют для лечения выпадения волос. Цена на верблюжью мочу девственного верблюда составляет двадцать долларов за литр. Пастухи заявляют, что урина верблюда обладает целебными свойствами, её традиционно смешивают с молоком.
Всемирная организация здравоохранения заявила, что верблюды являются источником коронавируса, связанного с ближневосточным респираторным синдромом, и призвала людей, страдающих диабетом, почечной недостаточностью, хроническими заболеваниями легких, а также людей с ослабленным иммунитетом, не подвергать высокому риску тяжелого заболевания от инфекции MERS-CoV и избегать контакта с верблюдами, употребления сырого верблюжьего молока или верблюжьей мочи или употребления в пищу неправильно приготовленного мяса. Так же ВОЗ заявила что моча верблюда является смертельно опасной.